# Johan Bartsch
Johan Bartsch, död 1666, var en svensk konstnär på 1600-talet, sannolikt av tyskt ursprung. Han var far till Johan Bartsch den yngre.
Bartsch kan tidigast spåras i Visby 1648, då han utförde målningar på övervåningen i Gamla Residenset, Visby. På 1650- och 1660-talen utförde han målningar i Burmeisterska huset, liksom i Langeska huset 1655. Han utförde även flera arbeten i de gotländska landsortskyrkorna, bland annat en altartavla i Fole kyrka daterad 1655 samt ett epitafium över posten och riksdagsmannen Ericus Petraeus i Gothems kyrka. Bartsch var ägare till Johan Målares hus och är den som har namngett byggnaden.